# V8 Utes

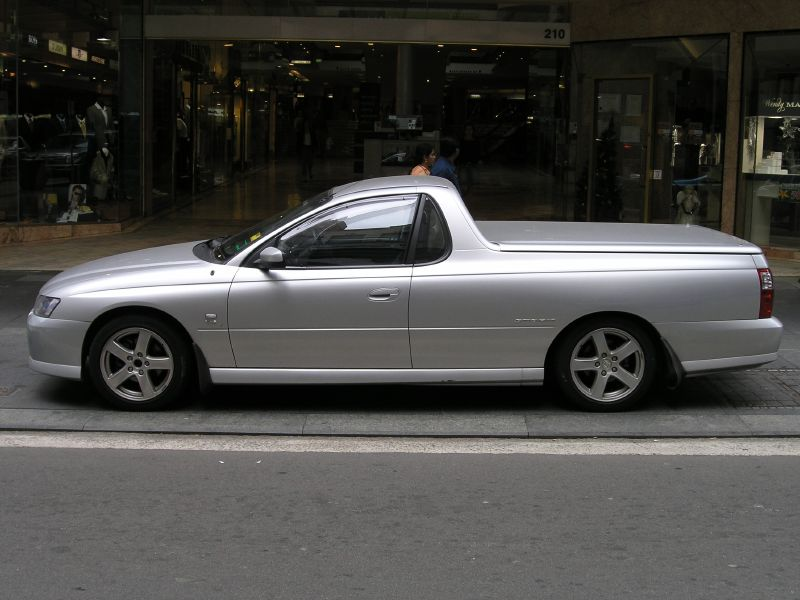
Holden Ute, на базе которого и создаются гоночные пикапы Holden

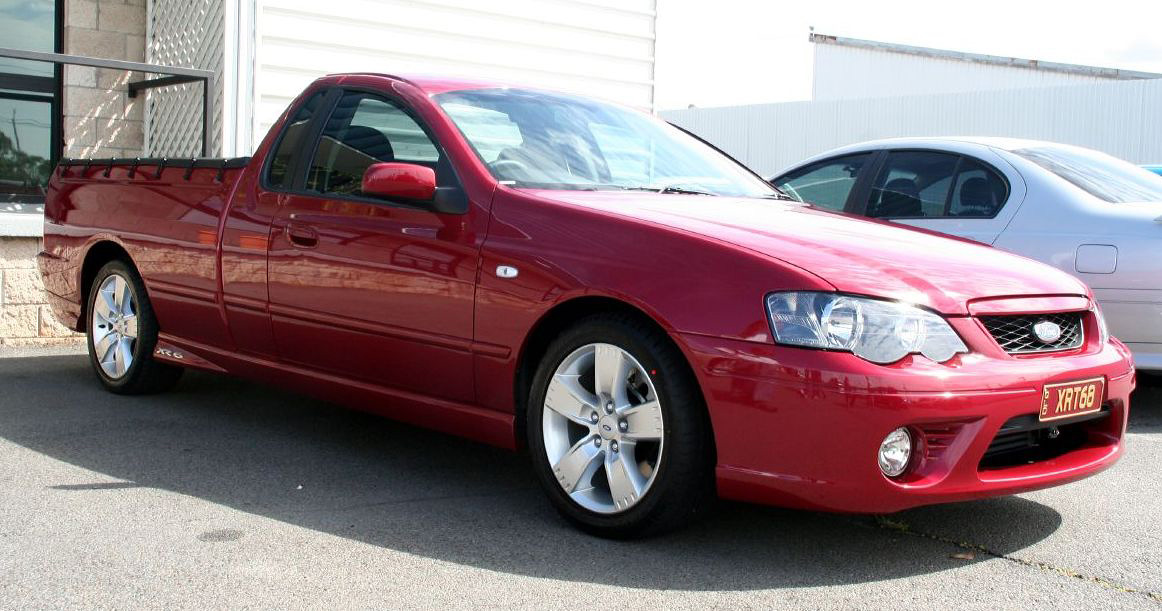
Ford BF Falcon XR6 Turbo Ute

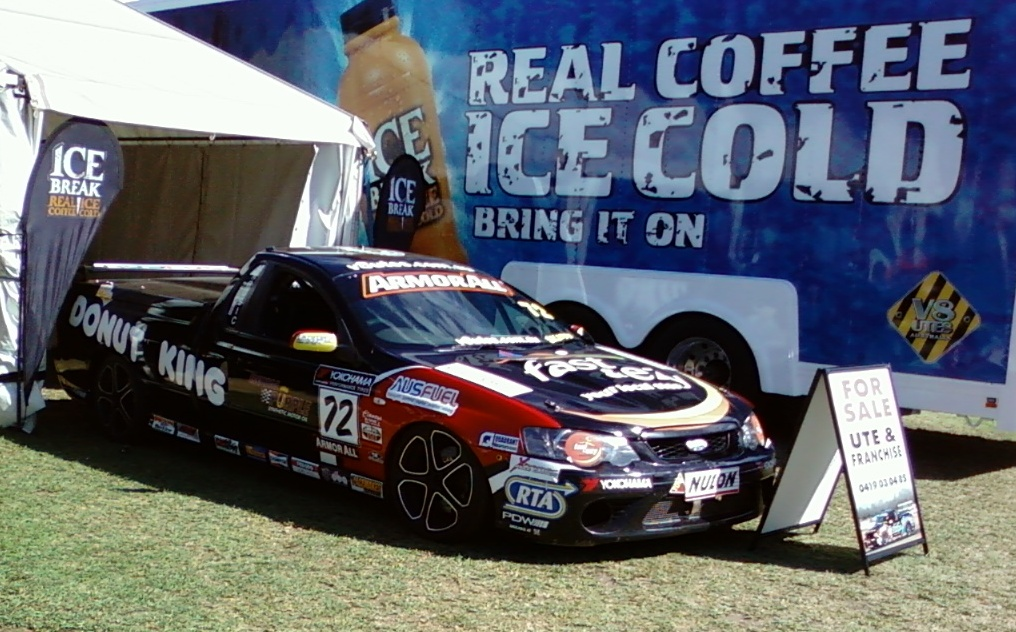
Ford BF Falcon XR8

V8 Utes — кузовная гоночная серия, проходящая в рамках поддержки родственной серии V8 Supercars.
Серия была создана в 2000 г. и проводит гонки с 2001 г. Ute — австралийское наименование пикапов, созданных на базе среднеразмерных седанов. В V8 Utes участвуют пикапы, созданные на базе основных для всех чемпионатов V8 Supercars Форд Фалкон и Холден Коммодор. Пикапы используют схожие (с V8 Supercars) по конфигурации нижневальные двигатели с чугунным блоком цилиндров. В отличие от основного чемпионата, машины полностью идентичны (внутри одной марки); каждая марка представлена 16 автомобилями.
Сезон V8 Utes состоит из 8 этапов, проходящих в рамках поддержки V8 Supercars. Каждый этап включает в себя 3 короткие гонки, буквально несколько кругов (30-40км), насыщенные борьбой. Старт второй гонки осуществляется в обратном порядке с целью увеличения числа обгонов. Положение на старте третьей гонки определяется совокупными очками, набранными в первых двух заездах.
Гонщики зачастую не профессиональные, а различные знаменитости, увлекающиеся автоспортом — как например, Адам Бранд, певец кантри, или актёр Джордж Эллиот. Впрочем, и из этой серии гонщики могут перейти в более высокие V8 Фудзицу или V8 Supercars.

## Чемпионы
V8 Ute Racing Series
| Год  | Гонщик           | Автомобиль      |
| ---- | ---------------- | --------------- |
| 2001 | Род Уилсон       | Holden SS Ute   |
| 2002 | Уоррен Лафф      | Ford Falcon XR8 |
| 2003 | Уоррен Лафф      | Ford Falcon XR8 |
| 2004 | Дэмиен Уайт      | Holden SS Ute   |
| 2005 | Дэмиен Уайт      | Ford Falcon XR8 |
| 2006 | Маркус Зуканович | Ford Falcon XR8 |
| 2007 | Грант Джонсон    | Holden SS Ute   |
| 2008 | Лейтон Крэмбрук  | Ford Falcon XR8 |
| 2009 | Джек Элсгуд      | Ford Falcon XR8 |
| 2010 | Грант Джонсон    | Holden SS Ute   |
| 2011 | Крис Пифер       | Holden SS Ute   |
| 2012 | Райал Харрис     | Ford Falcon XR8 |
| 2013 | Райал Харрис     | Ford Falcon XR8 |
| 2014 | Крис Уолтон      | Ford Falcon XR8 |
| 2015 | Райал Харрис     | Ford FG         |

Летняя серия
| Год  | Гонщик       | Машина          |
| ---- | ------------ | --------------- |
| 2004 | Грант Дэниер | Ford Falcon XR8 |